# Василевский, Андрей Витальевич
Андре́й Вита́льевич Василе́вский (род. 17 октября 1955, Москва) — российский и советский поэт, блогер и фотограф, главный редактор журнала «Новый мир».

## Биография
Окончил Литературный институт (1985; поэтический семинар Евгения Винокурова).
С 1977 года работает в журнале «Новый мир» (курьером, завхозом, заведующим библиотекой, ответственным секретарем, с 1998 года главным редактором).
Публикует в «Новом мире» подборки ссылок на литературную периодику и собственные стихи.
Член Союза журналистов Москвы. Член Академии русской современной словесности. Увлекается фотографией.

## Награды и премии
- Премия Правительства Российской Федерации 2015 года в области средств массовой информации (17 декабря 2015 года) — за большой вклад в развитие отечественной литературы, широкую просветительскую деятельность и поддержку современных авторов[1].

## Семья
Отец Виталий Василевский (1908—1991) — советский писатель.
Жена Ирина Василькова (род. 1949) — учитель литературы, литератор, финалист премии журнала «Новый мир» имени Юрия Казакова.